# NGC 1138
NGC 1138 este o galaxie lenticulară situată în constelația Perseu. A fost descoperită în 24 octombrie 1786 de către William Herschel. Se află la o distanță de 33,17 de megaparseci de Pământ.